# 평양 지하철도 천리마선
천리마선(千里馬線, Chollima Line)은 조선민주주의인민공화국 평양시 중구역의 봉화역과 대성구역의 붉은별역을 잇는 평양 지하철도의 지하철 노선이다. 만경대선과 직결 운행하며, 이 둘을 합쳐 천리마선이라고 부르기도 한다. 1973년에 봉화역 - 붉은별역간이 개통하였고, 1987년에 만경대선이 개통되어 직결 운행을 시작하였다.(부흥역 - 영광역 - 봉화역)
향후 만경대선의 경우 만경대까지 연장할 예정이다.
한반도(대한민국과 조선민주주의인민공화국을 통틀어) 최초의 지하철 노선으로, 1974년 8월 15일에 개통된 서울 지하철 1호선보다 약 1년 앞선 1973년 9월 6일에 개통되었다.

## 역 목록
| 역명                   | 접속 노선            | 비고 |
| ---------------------- | -------------------- | ---- |
| 봉화 (당창건사적관)    | 만경대선 (직결 운행) |      |
| 승리 (1백화점)         |                      |      |
| 모란봉 (청년공원)      |                      |      |
| 개선 (개선문)          |                      |      |
| 전우 (4·25회관)        | 혁신선(전승역)       |      |
| 붉은별 (3대혁명전시관) |                      |      |